# Fixgeschäft
Ein Fixgeschäft liegt vor, wenn die Einhaltung einer genau bestimmten Leistungszeit (fester Termin beziehungsweise bestimmte Frist) wesentlicher Inhalt der vertraglichen Leistungspflicht ist. Unterschieden wird zwischen dem absoluten und dem relativen Fixgeschäft.
Dogmatisch ist das Fixgeschäft in den allgemeinen Teil des Schuldrechts einzuordnen. Gesetzliche Vorschriften betreffend das Fixgeschäft finden sich im Handelsgesetzbuch, in der Insolvenzordnung und im Wertpapierhandelsgesetz. Die entscheidenden Vorschriften finden sich im Bürgerlichen Gesetzbuch, der häufigste Fall ist der Fixkauf.
Die Frage, ob ein absolutes oder relatives Fixgeschäft vorliegt, ist durch Auslegung des Vertrags nach dem objektiven Empfängerhorizont der §§ 133, 157 BGB zu beantworten. In die Wertung sind damit die Interessen der Parteien mit aufzunehmen, allein die Vereinbarung einer festen Leistungszeit genügt nicht. Liegt ein Fixgeschäft vor, ist zu beachten, dass ein absolutes Fixgeschäft seltener und ein relatives Fixgeschäft häufiger vorliegt.
Die Frage, ob es sich bei einem Rechtsgeschäft um ein Fixgeschäft handelt, spielt besonders hinsichtlich der Rechtsfolgen bei Nichtleistung, der Bestimmung der Sekundärrechte, eine Rolle.

## Absolutes Fixgeschäft
Ein absolutes Fixgeschäft liegt vor, wenn die Einhaltung der Leistungszeit nach dem Zweck des Vertrages und der gegebenen Interessenlage für den Gläubiger derart wesentlich ist, dass eine verspätete Leistung keine Erfüllung mehr darstellt. Oder nach einer Entscheidung des Bundesgerichtshofs aus 2021: „Dabei muss der gesetzliche oder vereinbarte Leistungszeitpunkt nach dem Sinn und Zweck des Vertrags und nach der Interessenlage der Parteien so wesentlich sein, dass eine verspätete Leistung für den Gläubiger absolut sinnlos ist.“
Beispiele für absolute Fixgeschäfte sind die Bestellung eines Taxis für einen vorher bestimmten Termin, das Engagement einer Sängerin für ein Konzert und die Lieferung von Saisonware wie Schokoladenweihnachtsmännern oder die Bestellung eines Brautstraußes.
Das absolute Fixgeschäft ist gesetzlich nicht geregelt. Es gelten aber die allgemeinen Vorschriften über die Unmöglichkeit: Hält der Schuldner die Leistungszeit nicht ein, begründet dies dauernde Unmöglichkeit der Leistung. Gemäß § 275 Absatz 1 BGB ist der Anspruch auf die Leistung und nach § 326 Absatz 1 Satz 1 BGB grundsätzlich auch der Anspruch auf die Gegenleistung ausgeschlossen.
Der Gläubiger kann daher die allgemeinen Sekundärrechte im Fall der Unmöglichkeit der Leistung geltend machen: Schadensersatz statt der Leistung ohne Fristsetzung gemäß den §§ 280 Absatz 1, 3, 283, 275 Absatz 4, Rücktritt nach den §§ 346 Absatz 1, 323 Absatz 1, 326 Absatz 5, 275 Absatz 4 BGB, das Surrogat gemäß § 285 BGB herausverlangen, Ersatz von vergeblichen Aufwendungen nach § 284 BGB und nach den §§ 346, 326 Absatz 4 die Rückzahlung einer erbrachten, aber nicht geschuldeten Gegenleistung verlangen.

## Relatives Fixgeschäft
Ein relatives Fixgeschäft liegt vor, wenn die Einhaltung der Leistungszeit so wesentlich zwischen den Parteien vereinbart  ist, dass mit der zeitgerechten Leistung das Geschäft „stehen und fallen“ soll, wobei jeder Zweifel gegen die Annahme eines solchen Geschäfts wirkt.
Typisches Beispiel für ein relatives Fixgeschäft sind Just-in-time-Vereinbarungen.
Eine spätere Erfüllung bleibt dennoch trotz schuldhafter Fristversäumung noch möglich. Unmöglichkeit im Sinne von § 275 BGB tritt daher nicht ein. Deshalb sind die §§ 323, 281 BGB einschlägig und geben dem Gläubiger die folgenden Rechte: Schadensersatz statt der Leistung nach Fristsetzung gemäß §§ 280 Absatz 1, 3, 281 BGB und Rücktritt ohne Fristsetzung gemäß den §§ 346 Absatz 1, 323 Absatz 2 Nr. 2 Alt. 1 BGB.

## Spezialvorschriften
Sondervorschriften zu Fixgeschäften finden sich in den §§ 376 Absatz 1 Satz  1 HGB (Fixhandelskauf), 99 ff. WpHG (Finanztermingeschäfte) und 104 InsO (Fixgeschäfte und Finanzleistungen).

## Beispiel

### Sachverhalt
I und A möchten am 26. Juli 2013, am Ehrentag des andalusischen Esels, heiraten. Zu diesem Zweck bestellen sie beim Konditor K eine Hochzeitstorte mit einer Eselsfigur als Zierrat und bei der Schneiderei S herkömmliche weiße Tischdecken ohne jegliche Verzierung. S und K wissen von der Hochzeit von I und A. Liefertermin für die Hochzeitstorte und die Tischdecken ist der 26. Juli 2013.

### Rechtliche Bewertung
Die Lieferzeit (Leistungszeit) ist für die Einhaltung des Vertrages wesentlich. Ein Fixgeschäft liegt vor. Zwischen der Hochzeitstorte und den Tischdecken ist jedoch zu differenzieren:
- Die Hochzeitstorte ist am Hochzeitstag zu liefern. Liefert K die Torte zu einem späteren Zeitpunkt, können I und A diese in Anbetracht der spezifischen Verzierung (und der beschränkten Verwendungsmöglichkeiten für eine Hochzeitstorte) nicht mehr für ihre Zwecke verwenden. Ihre Hochzeit ist dann bereits vorbei. Die verspätete Lieferung stellt für das Brautpaar keine Erfüllung mehr da. Es liegt ein absolutes Fixgeschäft vor. Wenn die Torte nicht rechtzeitig geliefert wird, müssen I und A nicht bezahlen und auch K muss sie nicht nachträglich liefern.

- Auch die Tischdecken sind am Hochzeitstag zu liefern. Eine verspätete Lieferung durch die Schneiderei S bleibt aber möglich, weil es sich bei der Ware um herkömmliche, weiße Tischdecken handelt. Das Paar kann diese zwar nicht mehr für ihre Hochzeit, wohl aber für andere Festlichkeiten verwenden. Es liegt ein relatives Fixgeschäft vor. Bei einer verspäteten Lieferung können I und A nur den ihnen entstandenen Schaden geltend machen, zum Beispiel die Kosten für die Anmietung anderer Tischdecken. Daneben steht ihnen bis zur verspäteten Lieferung der Tischdecken ein Recht zum Rücktritt vom Vertrag zu.